# Seminario Mayor de Albacete
El Seminario Mayor de Albacete (oficialmente Seminario Mayor Inmaculado Corazón de María y San Juan de Ávila) es una edificación histórica de mediados del siglo XX ubicada en la ciudad española de Albacete.

## Historia
Situada al oeste de la capital albaceteña, en el castizo barrio de Santa Teresa, la sede de la institución académica religiosa fue proyectada por los arquitectos Luis García de la Rasilla Navarro-Reveter y Vicente Benlloch. Comenzó a erigirse en 1951, iniciando su actividad en el curso 1953-1954. Su construcción finalizó en 1965.
Fue inaugurado oficialmente en 1956 por el nuncio Hildebrando Antoniutti y bendecido en 1959 durante la visita del ministro de Justicia, Antonio Iturmendi. Su primer rector fue José María Larrauri, nombrado por el obispo Arturo Tabera Araoz.

## Características
El Seminario Mayor de Albacete acogió a jóvenes en formación para ser sacerdotes desde su fundación en 1953 hasta el curso 2005-2006, cuando, ante la falta de seminaristas orientados a ordenarse, cerró sus puertas. A lo largo de su historia la institución ejerció la formación de más de 2500 personas.
El edificio, que destaca por sus elevadas dimensiones, es un símbolo histórico enclavado en el barrio de Santa Teresa de la capital manchega. Alberga una biblioteca con más de 10 700 libros que constituye la mayor colección bibliográfica de filosofía y teología de Albacete. Su actual rector es, desde 2019, Francisco de Asís.